# Otter.ai
Otter.ai是一間總部設於加利福尼亞州洛思阿圖斯的科技公司，利用人工智能及机器学习研發語音轉文字轉錄及翻譯程式。其產品Otter為實時演講者提供字幕，並就演講內容生成書面抄本。

## 歷史
Otter.ai舊稱「AISense」，由兩名擁有多年人工智慧相關工作經驗的計算機科學工程師梁松及Yun Fu於2016年創立。創辦該公司的想法來自梁松很難記住自己過往曾參與的眾多會議上所說的話，以及與人分享會議內容時所遇到的挑戰。後來，梁松成為公司的行政總裁，而Yun Fu則擔任工程副總裁。
2018年1月，該公司宣佈與Zoom Video Communications合作，在視頻會議結束後提供轉錄服務。同年3月，該公司於世界行動通訊大會上發佈首款Otter語音翻譯程式，並可於Google Android及蘋果行動裝置上免費下載。同年10月，該公司推出專為大學學生而設的筆記工具「Otter for Education」。
2019年3月，該公司為企業用戶提供一項名為「Otter for Teams」的轉錄及儲存產品。
2020年1月，該公司宣佈另一輪1000萬美元的融資，由日本行動電話營運商NTT DOCOMO旗下Docomo Ventures領投；此時，該公司已改名為「Otter.ai」。同年4月，該公司宣佈會為Zoom通話提供即時筆記功能。

## 技術
該公司聲稱，為開發語音轉錄技術，他們結合了深度机器学习技術，利用數百萬小時的錄音加以分析，除用以訓練軟體，亦提升了翻譯的能力。該公司亦指出，他們利用專有演算法，以在網路上搜索這些可用的音頻片段。
2022年，《政客》在Otter就訪問一名维吾尔族激進分子事宜，詢問記者該訪問的目的後（有關訪問透過Otter轉錄），強調對該公司在隱私方面做法的擔憂。

## 產品
Otter.ai 基於該公司在人工智能及機器學習的發展，提供一系列以「Otter」為品牌的語音轉錄產品，包括：
- Otter Live Meeting Notes－該公司的旗艦產品，分為免費版和高級版，後者提供更多功能[13]
- Otter for Teams－該公司一款為公司而設的轉錄工具版本，包括用以實時轉錄的「Live Video Meeting Notes」[7][14]
- Otter for Education－透過記錄及轉錄講課、記錄演講者及同步音頻和抄本，以輔助學生抄錄筆記[6]
- Otter Live Notes for Zoom－一款容許Zoom通話的與會者實時檢閱抄本[9]

## 評價
數位媒體網站Mashable及科技雜誌《快公司》均稱Otter是2018年其中一款最佳應用程式。2019年6月，Otter得到《福布斯》的正面評論。
2018年3月，科技新聞網站ZDNet對Otter的隱私權政策表示擔憂。及後該公司更新政策，澄清該公司只容許透過合法請求獲取客戶的抄本。

## 外部連結
- 官方网站